# Priscilla Bright McLaren
Priscilla Bright McLaren (Rochdale, Lancashire, 8 de septiembre de 1815-Edimburgo, 5 de noviembre de 1906) fue una activista británica que sirvió y vinculó el movimiento contra la esclavitud con el movimiento por el sufragio femenino en el siglo XIX. Fue miembro de la Sociedad de Emancipación de las Damas de Edimburgo y, tras formar parte del comité, se convirtió en la presidenta de la Sociedad de Sufragio de las Mujeres de Edimburgo.

## Biografía
Nació Priscilla Bright en Rochdale, Lancashire. Provenía de una familia cuáquera que creía en la educación de sus mujeres. Su padre, Jacob Bright, había pasado de tejedor a contable y finalmente a rico fabricante de algodón. Su política siguió siendo radical y transmitió su interés activista a sus hijos. Su madre, Martha, participó en igualdad de condiciones en los negocios de su marido y creó sociedades de ensayo y clubes de debate para sus hijos. Las habilidades que desarrollaron al dirigirse a una audiencia fueron más tarde puestas en práctica por las hijas Margaret y Priscilla, así como por el más famoso de los hijos de Bright, el diputado radical John Bright.

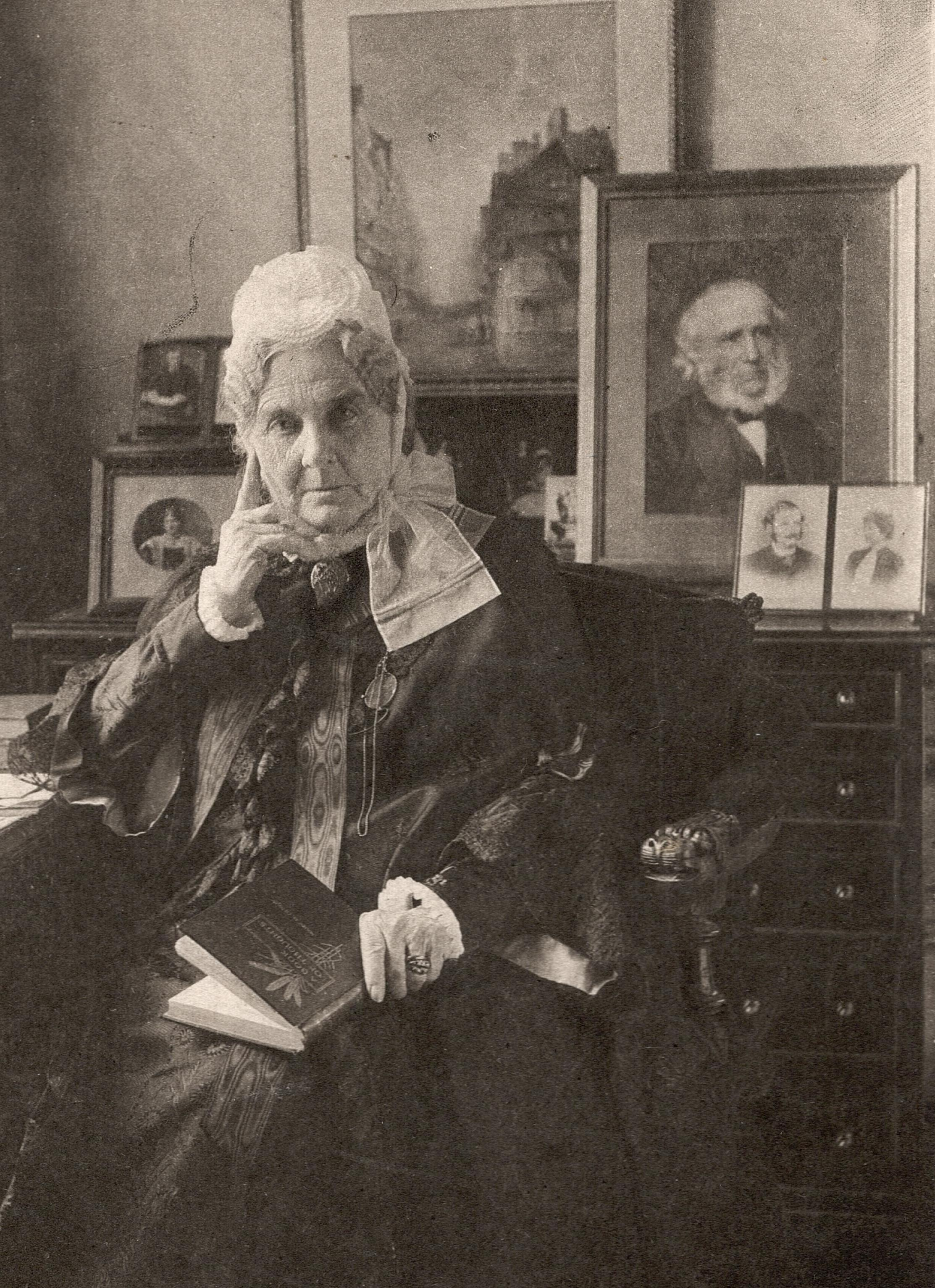
Priscilla Bright McLaren.

Priscilla mantenía la casa para su hermano, John, incluyendo el cuidado de su sobrina Helen Bright Clark y creía que había perdido su propia oportunidad de tener una vida familiar, pero cuando John se volvió a casar, Priscilla aceptó un pretendiente que había rechazado anteriormente dos veces. Duncan McLaren era un comerciante de Edimburgo que había enviudado dos veces. Él era considerablemente mayor que Priscilla y ella se convirtió en la madrastra de sus cinco hijos. Por aceptar a Duncan en su tercera propuesta, Priscilla fue repudiada por la Sociedad de los Amigos —aunque ella ignoró esto en su mayor parte, continuando asistiendo a las reuniones de los cuáqueros—. Duncan construyó una carrera política como concejal, Lord Provost, y luego miembro liberal del Parlamento en 1865. Trabajaron juntos en muchas campañas, descritas por los contemporáneos como «socios iguales». Tuvieron tres hijos juntos y vivieron en Newington House.
Después de que la Sociedad de Emancipación de las Damas llegara a su fin, Eliza Wigham, Jane Smeal y algunas de sus amigas crearon el capítulo de Edimburgo de la Sociedad Nacional para el Sufragio de las Mujeres. La hijastra de Eliza Wigham y McLaren, Agnes McLaren, se convirtió en la secretaria, Priscilla Bright McLaren fue la presidenta y Elizabeth Pease Nichol la tesorera.
McLaren murió en Edimburgo el 5 de noviembre de 1906, poco después de dar su apoyo escrito a más sufragistas que habían sido encarcelados por su militancia. Fue enterrada junto a su marido en St Cuthbert's Kirkyard, Edimburgo.

## Legado
Cuatro mujeres asociadas a Edimburgo fueron objeto de una campaña de los historiadores de Edimburgo en 2015. El grupo pretendía conseguir el reconocimiento de Priscilla Bright McLaren, Elizabeth Pease Nichol, Eliza Wigham y Jane Smeal, las «heroínas olvidadas» de la ciudad.
Su nombre y foto —y los de otras 58 mujeres que apoyan el sufragio— están en el zócalo de la escultura de Millicent Fawcett en el Parliament Square, Londres, fue inaugurada en el 2018.